# Julien Laidoun
Julien Laidoun, né le 24 janvier 1980 à Reims, est un coureur cycliste français, professionnel de 2002 à 2005. 

## Biographie
Julien Laidoun est un coureur cycliste français. Il est professionnel entre 2002 et 2004 au sein de la formation AG2R Prévoyance et participe au Tour d'Espagne en 2004 avec cette équipe. En 2005, il signe un contrat avec MrBookmaker-Sports Tech. Il arrête sa carrière professionnelle à la fin de cette saison, faute d'employeur. 
À partir de 2014, il court chez les amateurs avec la Pédale Suippase. Également affilié au club cycliste de la Défense, il participe  à plusieurs compétitions à l'étranger ou en outre-mer. En 2016, il termine quatrième du Tour d'Arad en Israël, sous les couleurs d'une sélection régionale de Moselle.
Pour la saison 2018, il s'engage avec le club de l'ASPTT Nancy.

## Palmarès
- 1998
  - Champion de Picardie sur route juniors
  - Champion de Picardie de cyclo-cross juniors
  - Classique des Alpes juniors
- 1999
  - Tour des Landes :
    - Classement général
    - 1re étape

  - Prix de La Charité-sur-Loire
- 2001
  - Souvenir Thierry-Ferrari
  - Grand Prix de Troyes
  - Boucles Vosgiennes
- 2002
  - 3e étape du Triptyque des Monts et Châteaux
  - 3e du Souvenir Thierry-Ferrari
- 2003
  - 3e du Tour du Finistère
- 2017
  - 1re et 2e étapes de l'Apple Race
  - 2e de l'Apple Race
- 2021
  - Grand Prix de Reichstett
- 2022
  - 1re étape du Tour de Malte

### Résultats sur les grands tours

#### Tour d'Espagne
1 participation
- 2004 : abandon (9e étape)